# مرمز دوراني

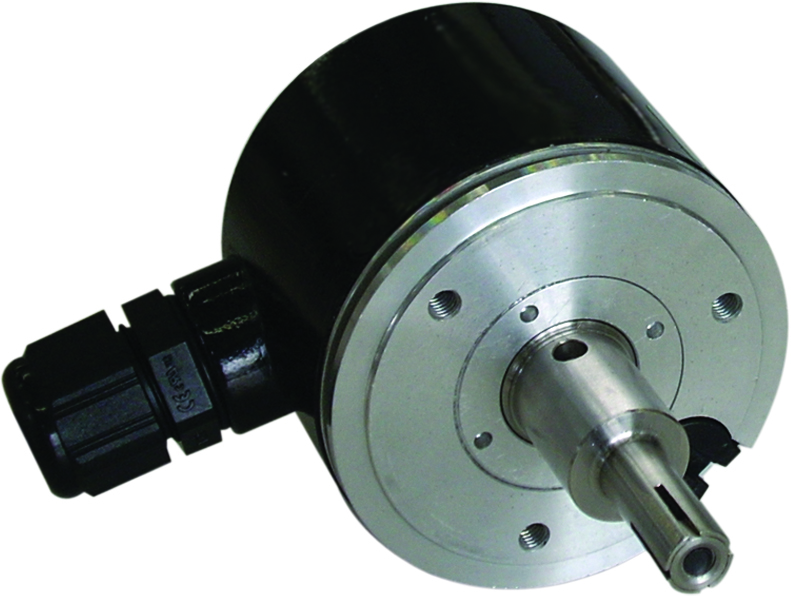
مرمز دوراني تراكمي

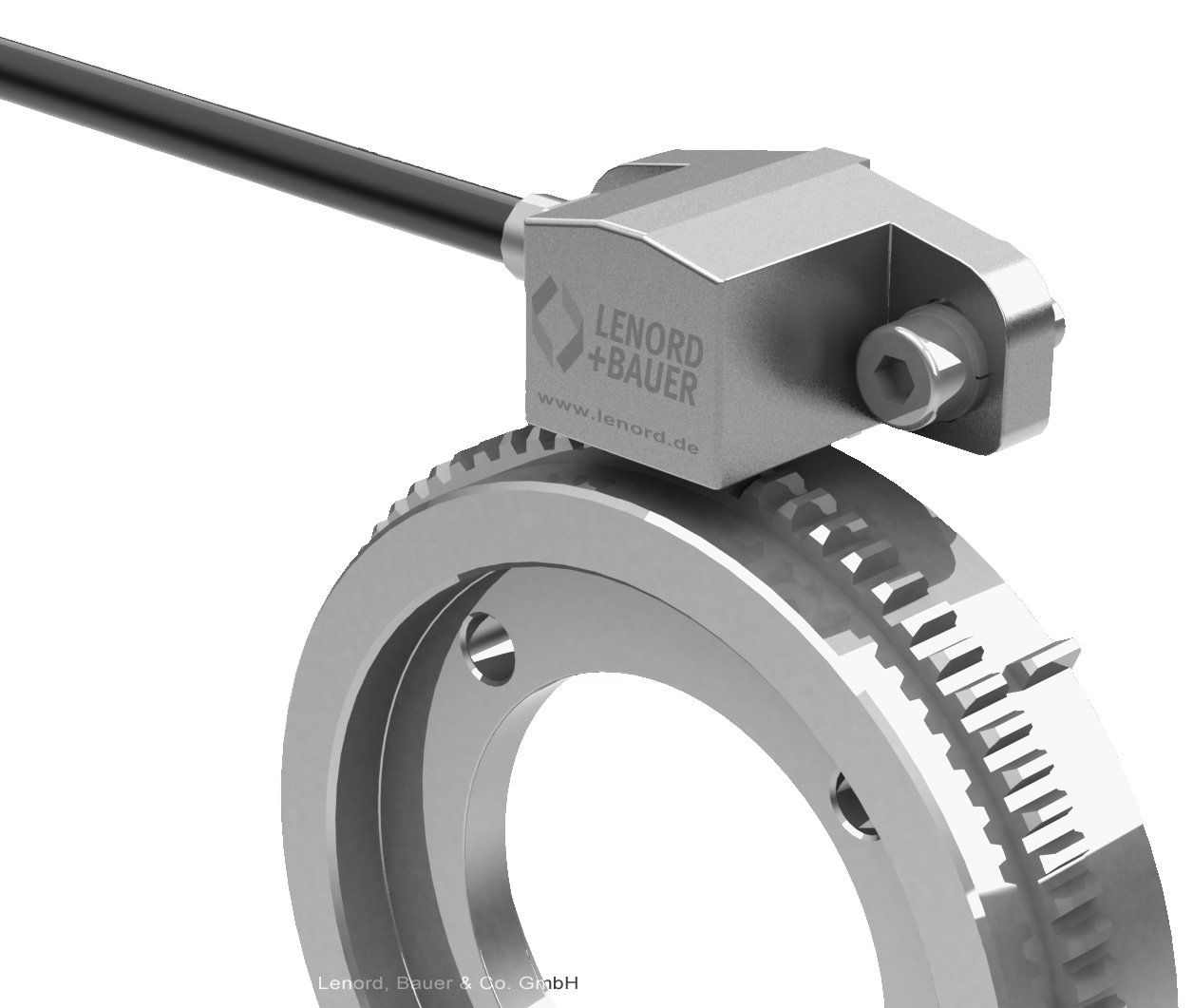
مرمّز دوراني من دون محمل على محور الدوران. يظهر بالشكل ظفر مفرد على جانب المسنن وهو يفيد باعطاء نبضة مرجعية يتم القياس نسبة لها.

المرمّز الدوراني أو المشفّر الدوراني ويطلق عليه أيضًا مرمّز عمود الدوران (بالانكليزية Rotary Encoder) ، هو جهاز كهروميكانيكي يحول الموضع الزاوي لعمود الدوران إلى إشارة تماثلية أو رقمية. يوجد نوعان أساسيان من المرمزات الدورانية: مرمّز مطلق ومرمّز تراكمي (أو نسبي). يعطي المرمز المطلق الموضع الزاوي لعمود الدوران (أي قيمة الزاوية التي دارها العمود نسبة لموضع مرجعي ما). لذلك يمكن اعتبار المرمز الدوراني المطلق مبدّلا زاويا. أما المرمزات التراكمية فتعطي معلومات عن حركة عمود الدوران يتم استخدامها لتوصيف حركة العمود مثل سرعة ، المسافة الزاوية والموضع.
تستخدم المرمزات الدورانية في عدد كبير من التطبيقات التي تحتاج إلى دقة في معرفة تفاصيل حركة أعمدة الدوران مثل تطبيقات التحكم الصناعي، الروبوتات، منصات الرادارات الدوارة، والمتعقبات الشمسية.